# Dirinaria frostii
Dirinaria frostii är en lavart som först beskrevs av Edward Tuckerman, och fick sitt nu gällande namn av Hale & W. L. Culb. Dirinaria frostii ingår i släktet Dirinaria och familjen Physciaceae.   Inga underarter finns listade i Catalogue of Life.